# Ludwika d’Aumont
Louise Felicite Victoire d’Aumont, księżna d’Aumont, księżna Mazarin (ur. 22 października 1759 w Paryżu, zm. 13 grudnia 1826 tamże) – francuska arystokratka, od 15 lipca 1777 do 1798 żona księcia Monako, Honoriusza IV Grimaldi, nigdy nie otrzymała tytułu księżnej Monako, gdyż rozwiodła się z księciem na szesnaście lat przed objęciem przez niego tronu.

## Życiorys

### Dzieciństwo i młodość
Ludwika urodziła się 22 października 1759 roku w Paryżu. Jej rodzicami byli Louis Marie d’Aumont, książę d’Aumont (ur. 1732, zm. 1799) i jego żona, Ludwika Jeanne de Durfort (ur. 1 września 1735, zm. 17 marca 1781). Nie miała rodzeństwa. W prostej linii była potomkinią Hortensji Mancini, kochanki króla Anglii, Karola II i księcia Monako, Ludwika I, poza tym spokrewniona była ze słynnym francuskim kardynałem Juliuszem Mazarin. Była jedyną spadkobierczynią fortuny swojego ojca.

### Małżeństwa i rodzina
15 lipca 1777 roku w Paryżu poślubiła Honoriusza IV Grimaldi, przyszłego księcia Monako. 14 maja 1778 urodził się ich pierwszy syn, Honoriusz V Grimaldi. 10 października 1785 na świat przyszedł również Florestan I Grimaldi. Obydwoje zasiadali na tronie Monako.
W czasie Wielkiej Rewolucji Francuskiej rodzina została rozdzielona: chory Honoriusz IV mieszkał ze swoim ojcem, księciem Honoriuszem III. We wrześniu 1793 Honoriusz III, Honoriusz IV, Ludwika i jej ośmioletni syn Florestan zostali aresztowani przez rewolucjonistów i zamknięci w barakach Sevres. Ludwika i Florestan zostali jednak uwolnieni przez doktora Desormeaux, przyjaciela rodziny Grimaldich, który pozwolił im pozostać w swoim domu do czasu zakończenia terroru. Ludwika w 1798 uzyskała rozwód i definitywnie zakończyła swoje małżeństwo z Honoriuszem IV, który dopiero szesnaście lat później został księciem Monako.
Ludwika pozostawała w napiętych stosunkach ze starszym synem, Honoriuszem V. Nie mogła zaakceptować, że Honoriusz usynowił swoje nieślubne dziecko, owoc romansu z zamężną kobietą, Oskara Grimaldiego. Honoriusz zarzucał jej zaś, że kontaktuje się z nim wyłącznie, gdy potrzebuje uwagi. 28 marca 1794 niedoszła księżna Monako urodziła nieślubną córkę, Amelię Celestę Erodore d’Aumont (zm. 1820). 6 lutego 1801 ponownie wyszła za mąż za Rene Franciszka Tirnarnd d’Arcis. Małżeństwo zakończyło się rozwodem w 1803 roku.
Wciąż angażowała się w sprawy księstwa Monako i dzięki jej znajomościom Honoriusz V mógł pełnić funkcję regenta w kraju podczas nieobecności ojca. Honoriusz IV zdecydował bowiem, że zastępował go będzie jego brat Józef; ostatecznie Józef sprawował rządy zaledwie przez pięć dni.
Z młodszym synem, Florestanem, Ludwika również nie miała zbyt dobrych kontaktów. Nie była zadowolona z faktu, że wybrał dla siebie karierę aktora, choć starała się pomóc mu w jej rozwinięciu.
Zmarła 13 grudnia 1826 roku w Paryżu i cały majątek rodzinny zapisała właśnie swojemu młodszemu synowi, przyszłemu księciu Monako (jego starszy brat zmarł, nie posiadając legalnego potomka).